# Tse Bonito (Nuevo México)
Tse Bonito es un lugar designado por el censo ubicado en el condado de McKinley en el estado estadounidense de Nuevo México. En el Censo de 2010 tenía una población de 299 habitantes y una densidad poblacional de 81,47 personas por km².

## Geografía
Tse Bonito se encuentra ubicado en las coordenadas 35°39′9″N 109°2′10″O / 35.65250, -109.03611. Según la Oficina del Censo de los Estados Unidos, Tse Bonito tiene una superficie total de 3.67 km², de la cual 3.67 km² corresponden a tierra firme y (0%) 0 km² es agua.

## Demografía
Según el censo de 2010, había 299 personas residiendo en Tse Bonito. La densidad de población era de 81,47 hab./km². De los 299 habitantes, Tse Bonito estaba compuesto por el 19.4% blancos, el 0% eran afroamericanos, el 76.59% eran amerindios, el 0% eran asiáticos, el 0% eran isleños del Pacífico, el 3.34% eran de otras razas y el 0.67% pertenecían a dos o más razas. Del total de la población el 7.36% eran hispanos o latinos de cualquier raza.